# Mariánský rok

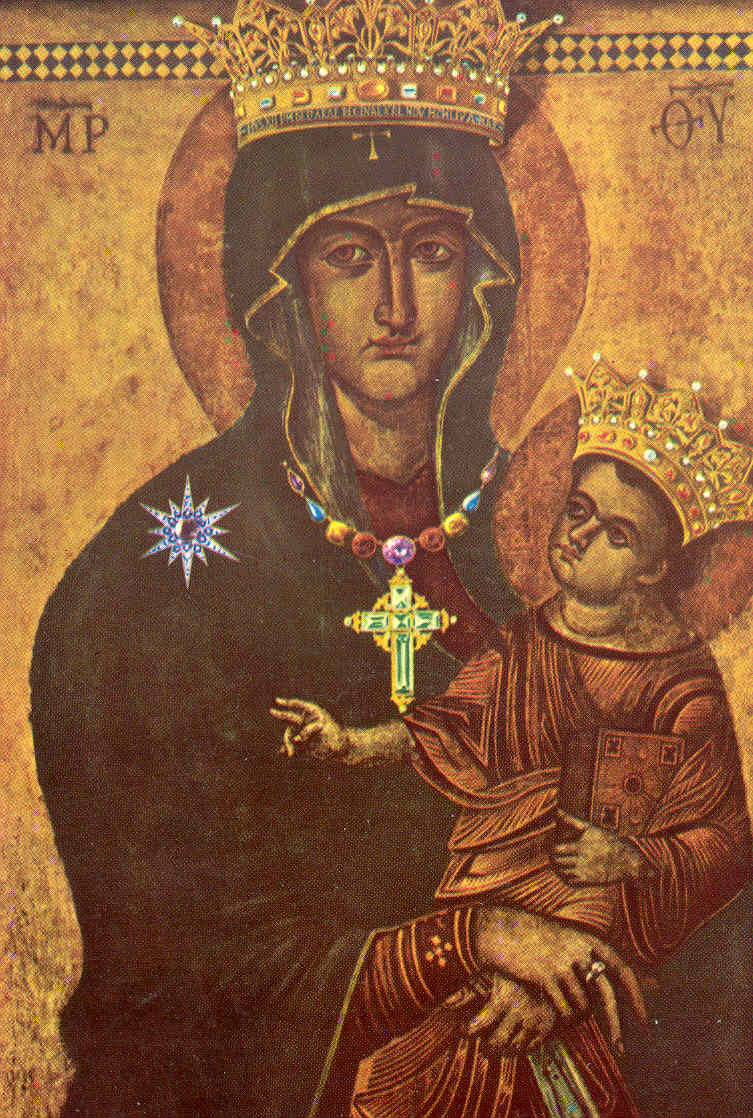
Ikona Salus Populi Romani. Nápis na koruně Panny Marie zní: Pius XII PM Deiparae Reginae Kal MCMLIV A Mar. (Papež Pius XII. Královně Matce Boží, mariánský rok 1954).

Mariánský rok je označení, které katolická církev dává kalendářním rokům, v nichž má být zvlášť uctívána a oslavována Panna Maria, matka Ježíšova. Mariánské roky se neřídí pevně daným schématem; může je vyhlásit biskup pro svou diecézi nebo národní konference biskupů pro určitou zemi.
V dějinách církve byly vyhlášeny pouze dva mezinárodní mariánské roky, a to papežem Piem XII. v roce 1954 a papežem Janem Pavlem II. v roce 1987. V obou rocích byly vyhlášeny mariánské modlitby, mariánské poutě a mariánská setkání.

## Mezinárodní mariánské roky

### Pius XII. (1954)

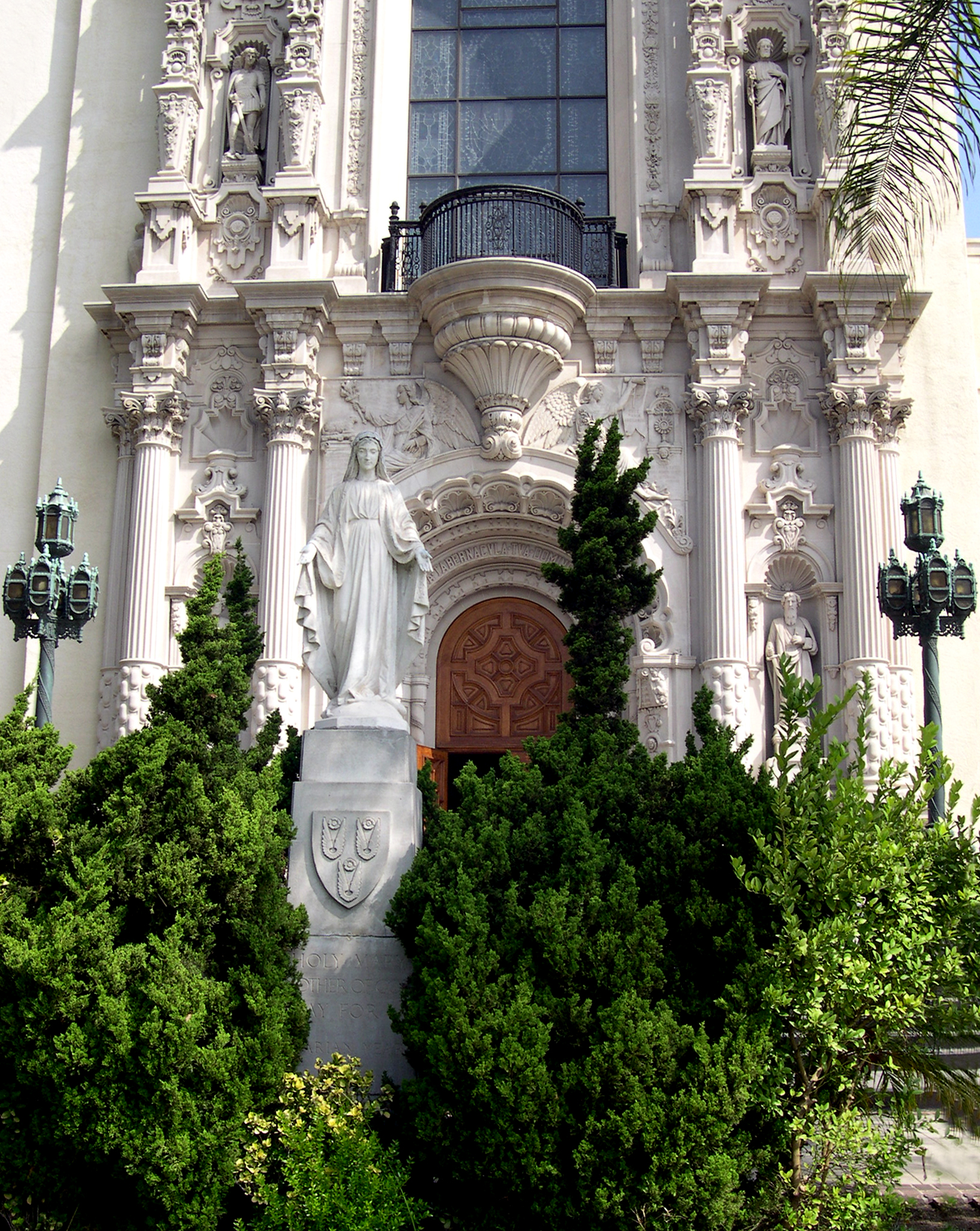
Socha Panny Marie na památku prvního mariánského roku, 1954, kostel svatého Vincenta, Los Angeles

V roce 1953 papež Pius XII. encyklikou Fulgens corona nařídil vyhlásit mariánský rok 1954, první v dějinách církve. Byl vyhlášen na památku stého výročí definice dogmatu o Neposkvrněném početí Panny Marie. Mariánský rok od prosince 1953 do prosince 1954 byl naplněn mariánskými iniciativami v různých oblastech mariologie, kulturními akcemi, společenskými a charitativními akcemi.
- Principy křesťanství, které nás Panna Maria vybízí horlivě a energicky následovat, mohou být zcela a trvale plodné pouze tehdy, když se skutečně uplatňují v praxi. S ohledem na to zveme každého z vás, ... k oslavě Mariánského roku, který vyhlašujeme na celém světě od prosince příštího roku do téhož měsíce roku nadcházejícího.[4]

Papež podporoval vhodná kázání a promluvy, aby vysvětlil mariánskou víru. Cílem je zvýšit víru lidí a jejich úctu k Panně Marii. Mariánské kostely a mariánské svatyně po celém světě, „nebo alespoň oltář, v němž je zasvěcený obraz Panny Marie“, mají zvát k veřejným bohoslužbám za zbožnost křesťanského lidu. Papež zve zvláště k oslavám v Lurdské jeskyňce, „kde vládne tak vroucná úcta k Panně Marii počaté bez poskvrny hříchu“.
11. října 1954, na svátek Mateřství Panny Marie, vydal Pius XII. encykliku Ad Caeli Reginam, kterou ustanovil svátek Mariina kralování.

### Jan Pavel II. (1987–1988)
Na Nový rok 1987 vyhlásil papež Jan Pavel II. mezinárodní mariánský rok od 7. června 1987 (Letnice) do 15. srpna 1988 (svátek Nanebevzetí Panny Marie) v rámci přípravy na nadcházející tisíciletí. Podle Diarmuida Martina z Papežské komise pro spravedlnost a mír „se církev po Druhém vatikánském koncilu stala nesmírně intelektuální a Svatý otec chce vrátit trochu tradiční vřelosti, která vyšla z módy“.
Papež vydal Redemptoris Mater, nejdelší mariánskou encykliku, jakou kdy papež napsal. Encyklika se zabývá mariánskou vírou a mariologií pro začátek 21. století a slouží jako „hlavní zdroj učení pro náš duchovní život a pastorační činnost během mariánského roku.“ Edmundstonský biskup Gérard Dionne řekl: „V době, kdy existuje tolik různých forem zbožnosti a teologických úvah o Marii, které nebyly oficiálně schváleny církví, je důležité s důvěrou se opřít o autentické učení papeže.“
Na začátek mariánského roku byla před Svatopetrským náměstím dokončena velká kopie Madony della Colonna. Na papeže Jana Pavla II. se obrátil student, který mu řekl, že Svatopetrské náměstí je bez portrétu Panny Marie studené a neúplné.

## Jiné
- V roce 2001 vyhlásili karmelitáni mariánský rok, aby si řád více uvědomil své mariánské dědictví. Aktivity se v jednotlivých provinciích lišily. Některé pořádaly cykly přednášek, jiné rekolekce, další vydávaly díla na toto téma. Zejména se zaměřily na hnědý škapulíř jako znamení Mariiny ochrany i oddanosti nositele karmelitánskému charismatu.[10]
- V říjnu 2016 vyhlásil biskup Thomas J. Tobin mariánský rok pro diecézi Providence na Rhode Islandu, a to po skončení mezinárodního mimořádného Jubilea milosrdenství v listopadu. Při příležitosti stého výročí zjevení Panny Marie ve Fatimě se diecézní úřad pro bohoslužbu zúčastnil pouti do Portugalska. Misionářský obraz Panny Marie Guadalupské zavítal do farností diecéze, kde se konaly různé prezentace a svaté hodinky.[11]